# Богољуб Јевтић
Богољуб Јевтић (Крагујевац, 24. децембар 1886 — Париз, 1960) био је српски дипломата и политичар. Јевтић је био председник Министарског савета Краљевине Југославије, министар иностраних послова од 20. децембра 1934. до 24. јуна 1935, и министар двора.

## Биографија
Рођен је 1886. године у Крагујевцу. Завршио је гимназију у свом родном граду 1905, а у Београду 1909. године завршио Правни факултет. У Берлину је био слушалац Високе трговачке школе до 1911. године. Учествовао је као борац, резервни официр у Балканским ратовима и Првом светском рату, био је похваљен у дневној наредби 28. марта 1917. Радио је као писар у посланству Краљевине Србије у Стокхолму 1917. године. У Лондону је био постављен за секретара посланства од јула 1918. Био је генерални секретар југословенске делегације у Репарационој комисији у Паризу од децембра 1920. године. Јевтић је био шеф Политичке секције Одељења за извршењу међународних уговора при Председништву Министарског савета током 1922-1923. и 1924-1925. године.
Радио је као саветник посланства Краљевине Срба, Хрвата и Словенаца у Паризу од 7. марта 1925, потом саветник посланства у Бриселу од 3. априла 1926. године. Јевтић је потом унапређен за изванредног посланика и опуномоћеног министра у Тирани 9. априла 1926. године. Премештен је за посланика у Бечу 13. јануара 1928. године. Јевтић је постављен за министра Двора 25. јануара 1929. и на тој дужности је остао до постављења за министра иностраних послова 2. јула 1932. године. Противно жељама министра иностраних дела Војислава Маринковића, постављен је за вршиоца дужности првог (политичког) помоћника министра иностраних дела, 3. фебруара 1929, као човек од поверења генерала Петра Живковића, тадашњег председника владе. Потом је уследио сукоб на релацији Богољуб Јевтић-Константин Фотић, који је трајао наредних годину и по дана, све док Фотић није заменио Јевтића на функцији в.д. првог помоћника министра, 29. октобра 1930. године. На челу групе тзв. "дворских" радикала, преузима власништво над београдским дневним листом "Време" од Момчила Нинчића за суму од 6.000.000 динара, фебруара 1931. године. За министра иностраних дела постављен је 2. јула 1932. године. Он је на том положају био пуки извршилац замисли краља Александра I Карађорђевића.
На путу за Париз, 9. октобра 1934, краљ Александар је убијен у Марсељу. Министар иностраних послова, Богољуб Јевтић је први пришао издахнулом краљу. Јевтић, чији се аутомобил налазио иза краљевог, по пуцњави, пришао је у журби краљевом аутомобилу, и видео да је краљ Александар I Карађорђевић изрешетан мецима из револвера великог калибра био у моменту мртав. Смрт краља Александра одмах је идеологизована. У складу са његовом југословенском идеологијом, избачено је да су му последње речи биле: „Чувајте ми Југославију.“ Са тим насловима појавила се Политика, 10. октобра; главни наслов у Времену био је „Од данас за сваког Југословена постоји само један поздрав — Чувајте Југославију.“ Те две речи, као краљев идејни тестамент избацио је министар иностраних дела, Богољуб Јевтић.

## Јевтићева влада
Вољом Кнеза Павла и уз подршку генерала Петра Живковића, на чело владе, задржавши министарство иностраних послова, дошао је Богољуб Јевтић — генералски пашеног Димитрија Живковића. Као награду што му се приклонио проглашењем тестамента о намесницима, кнез Павле је Петра Живковића поставио на место министра војске и морнарице. На два места у Влади нашли су се профранцуски дипломата и профранцуски генерал. Кнез Павле је на почетку свог намесништва, у прво време рачунао са Французима као противтежом Италијанима.
Јевтићева влада наступила је са програмом остајања на „бранику народног и државној јединства“: „Чувајте Југославију, чувати јединство југословенске нације, то је највећи закон за све и сваког, то је недоступан захтев за цело наше поколење, и за будућност.“ Јевтић се представљао као чувар аманет краља-мученика и фактор измирења.

### Петомајски избори
Влатко Мачек, који се одмах по образовању Јевтићеве владе, одлуком Намесништва ослобођен даљег издржавања казне, појавио се као носилац листе удружене опозиције. Кампања за изборе 5. маја 1935. је обележена паролом „За Опленац или за Јанка Пусту“. И поред тешке злоупотребе власт у изборне сврхе, и поред чиновничких гласова обезбеђених јавним гласањем, Јевтићева листа добила је око 600.000 гласова више од Мачекове листе.
У Влади генерала Душана Симовића, Јевтић је био министар саобраћаја од 27. марта 1941. до 9. јануара 1942. године. Јевтић је био министар без портфеља до 2. јануара 1943. и министар шума и руда током јула и августа 1943. године.

## Породичне прилике
Оженио се Олгом, трећом ћерком бригадног генерала у пензији Миливоја Ј. Николајевића, 27. октобра 1927. године. Њена старија сестра Вука била је удата за генерала Димитрија Живковића.